# Буржоаски национализам
У марксизму, буржоаски национализам је пракса владајућих класа да намерно деле људе по националности, раси, етничкој припадности или вери, како би их одвратила од упуштања у класну борбу. На то се у марксизму гледа као на стратегију завади па владај коју користе владајуће класе да спрече радничку класу да се уједини против опресора; отуда марксистичка парола Радници свих земаља, уједините се!

## Употреба

### Совјетски Савез
После Октобарске револуције, бољшевичка влада је своју политику националности (коренизацију) заснивала на принципима марксизма. Према овим принципима, сви народи би с временом требало да нестану, а национализам се сматрао буржоаском идеологијом. До средине 1930-их ова политика је замењена екстремнијом политиком асимилације и русификације.

### САД
Комунистичка партија САД је 1949. прогласила ционистички покрет обликом „јеврејског буржоаског национализма“.